# Chresta
Chresta é um género botânico pertencente à família Asteraceae.